# Sheshan Golf Club
De Sheshan Golf Club is een golfclub in Shanghai. 
De club is ontworpen door Nelson & Haworth Golf Design, en ligt in de Shanghai Sheshan National Tourist & Holiday Zone, niet ver van de Sheshanberg ten westen van Shanghai. Om de baan staan veel nieuwe huizen.
De baan werd in 2004 geopend. Het landschap van deze 18-holes golfbaan heeft aangelegde heuvels met een hoogteverschil tot 12 meter. Op tien holes heeft de speler met waterpartijen te maken. Er zijn veel bomen aangeplant, waardoor de holes goed van elkaar gescheiden zijn, en er staan enkele Gingka bomen die ruim duizend jaar oud zijn.
De architect heeft bentgras op de greens en Seashore Paspalun op de fairways en tees gebruikt. 
Sinds 2006 wordt in de maand november het WGC - HSBC Champions gespeeld. Het toernooi maakt deel uit van de Europese PGA Tour.